# Resolutie 986 Veiligheidsraad Verenigde Naties
Resolutie 986 van de Veiligheidsraad van de Verenigde Naties werd op 14 april 1995 aangenomen. Deze resolutie betrof de toelating om aardolie en aardolieproducten te importeren uit Irak, als tijdelijke maatregel om de humanitaire noden van het Iraakse volk te lenigen.

## Achtergrond
De resolutie was een antwoord op de gevolgen van de economische sancties die de Veiligheidsraad Irak oplegde in resolutie 661 in 1990, die zelf voortvloeide uit het Iraakse verlies in de Golfoorlog in dezelfde periode. Het gevolg van deze sancties was dat een humanitaire ramp boven het hoofd van de Iraakse bevolking hing. Al in 1991 had de Veiligheidsraad met de resoluties 706 en 712 voorgesteld aardolie te verkopen om met het verdiende geld een aantal toegelaten goederen aan te kopen ten behoeve van de bevolking. Irak had dit destijds geweigerd. Met deze resolutie werd het olie-voor-voedselprogramma opgericht dat de regeling coördineerde. Dit programma was uiteindelijk actief van 1996 tot een paar maanden na de Irakoorlog in 2003.

## Bepalingen
1. Landen mogen Iraakse aardolie en aardolieproducten kopen en aanverwante financiële transacties stellen voor een totale som van maximaal 1 miljard dollar elke 90 dagen.
2. Turkije mag tarieven aanrekenen voor het gebruik van pijpleidingen op haar grondgebied.
3. De resolutie wordt van kracht de dag nadat het rapport (par. 13) van het Secretariaat-Generaal van de VN werd ontvangen en voor een periode van 180 dagen.
4. Een evaluatie rond de helft en tegen het einde van deze termijn.
5. De volgende paragrafen worden onmiddellijk van kracht.
6. De olieverkopen worden met de hulp van onafhankelijke inspecteurs gecontroleerd.
7. Een borgrekening zal geopend worden ten behoeve van de resolutie.
8. De fondsen op de borgrekening moeten gebruikt worden om:
  - De humanitaire noden van de Iraakse bevolking te lenigen.
  - De export van de humanitaire goederen te betalen.
  - 130 à 150 miljoen dollar over te maken aan het humanitaire programma van de VN in Irak.
  - In het Compensatiefonds te storten.
  - De VN-inspecties naar de toepassing van de resolutie te betalen.
  - De operationele kosten van de Speciale VN-Commissie te betalen.
  - Andere aan de olie-export verwante kosten te betalen.
  - Tot 10 miljoen dollar per 90 dagen te betalen zoals vastgelegd in paragraaf 6 van Resolutie 778 uit 1992.
9. Het is staten toegestaan noodzakelijke onderdelen voor de oliepijpleidingen naar Irak te exporteren en verwante financiële transacties te stellen.
10. De kosten mogen in afwachting van betalingen op de borgrekening op krediet gemaakt worden.
11. Vraagt een evaluatierapport van het Secretariaat-Generaal rond de helft en tegen het einde van de termijn.
12. Vraagt het 661-comité om procedures op te stellen om de resolutie uit te voeren.
13. Vraagt de secretaris-generaal het nodige te doen voor de goede uitvoering van de resolutie en hierover te rapporteren.
14. De olie verkocht onder de resolutie heeft immuniteit en de winst uit verkoop kan enkel aangewend worden zoals vastgelegd.
15. Ook de borgrekening geniet VN-immuniteit.
16. Ook alle betrokken personen genieten VN-immuniteit en mogen zich vrij bewegen in Irak.
17. De resolutie doet niets af aan Iraks andere opgelegde verplichtingen.
18. De resolutie moet ook niet opgevat worden als een schending van Iraks soevereiniteit.
19. Besluit om de zaak in het oog te blijven houden.

## Verwante resoluties
- Resolutie 661 van 6 augustus 1990 die Irak economische sancties oplegde.
- Resolutie 706 van 15 augustus 1991 en Resolutie 712 van 19 september 1991 die Irak de verkoop van olie toelieten om humanitaire goederen te kopen.
- Resolutie 1111 van 4 juni 1997 verlengde het Olie-voor-voedselprogramma met zes maanden.
- Resolutie 1143 van 4 december 1997 verlengde het Programma nogmaals met zes maanden.[1]
- Resolutie 1158 van 25 maart 1998 verhoogde de limiet tot 1,4 miljard dollar elke drie maanden.[2]